# PGA Kampioenschap (Italië)
Het PGA Kampioenschap is een jaarlijks strokeplay kampioenschap voor golfprofessionals die lid zijn van een bepaalde Professional Golfers Associatie.
Het beroemdste PGA Kampioenschap is de PGA Championship in augustus in de Verenigde Staten. Het is een van de vier Majors naast de Masters in april, het US Open in juni en Brits Open in juli;
De Italiaanse Golffederatie (PGAI, l'Associazione Professionisti Italiani di Golf) werd op 18 november 1963 opgericht door Ugo Grappasonni, Aldo Casera, Alfonso Angelini, Pietro Manca en Antonio Roncoroni, voorzitter van Golf Club Menaggio. De PGAI organiseert het PGA Kampioenschap.

## Winnaars

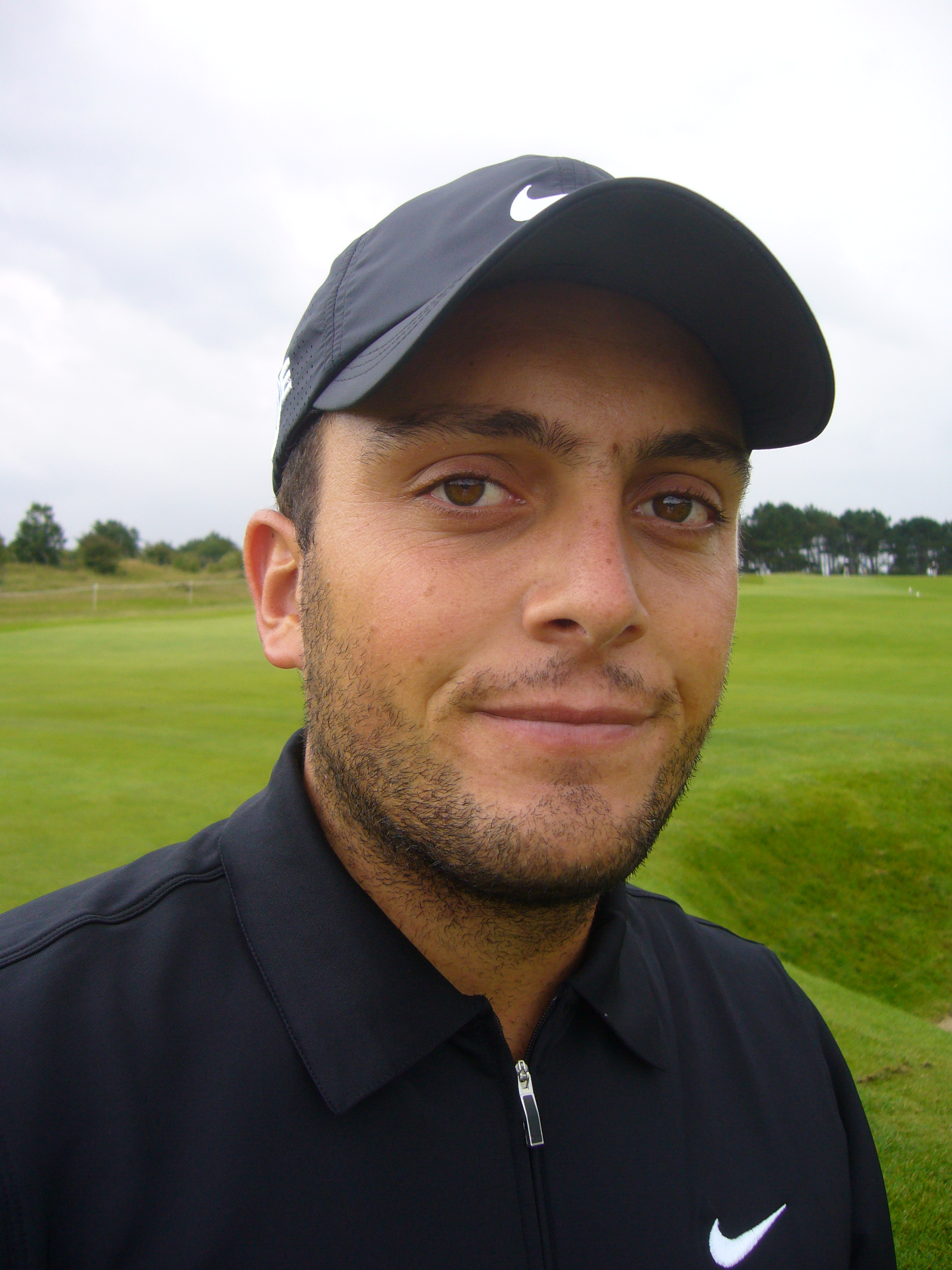
Francesco Molinari,Winnaar 2009

| Jaar | Winnaar             | Baan                                      | Winnares       |
| ---- | ------------------- | ----------------------------------------- | -------------- |
| 1974 | Baldovino Dassu     |                                           |                |
| 1976 | Baldovino Dassu     |                                           |                |
| 1977 | Baldovino Dassu     | Le Fronde                                 | =              |
| 1978 | Alberto Croce       | Le Fronde                                 | =              |
| 1979 | Alberto Croce       | Bergamo                                   | =              |
| 1980 | Dino Canonica       | Bergamo                                   | =              |
| 1981 | Alberto Croce       | Albarella                                 | =              |
| 1982 | Aldo Trillini       | Albarella                                 | =              |
| 1983 | Baldovino Dassù     | Albarella                                 | =              |
| 1984 | Giuseppe Cali       | Molinetto                                 | =              |
| 1985 | Gerolamo Delfino    | Albarella                                 | =              |
| 1986 | Renato Campagnoli   | Albarella                                 | =              |
| 1987 | Silvio Grappasonni  | Albarella                                 | =              |
| 1988 | Giuseppe Cali       | Albarella                                 | =              |
| 1989 | Costantino Rocca    | Albarella                                 | =              |
| 1990 | Massimo Mannelli    | Albarella                                 | =              |
| 1991 | Andrea Canessa      | Albarella                                 | =              |
| 1992 | Michele Reale       | Albarella                                 | =              |
| 1993 | Massimo Florioli    | Albarella                                 | =              |
| 1994 | Massimo Florioli    | Albarella                                 | =              |
| 1995 | Andrea Canessa      | Albarella                                 | =              |
| 1996 | Luis Gallardo       | Albarella                                 | =              |
| 1997 | Mario Tadini        | Albarella                                 | =              |
| 1998 | Stefano Soffietti   | Is Molas                                  | ?              |
| 1999 | Marco Bernardini    | Is Molas                                  | ?              |
| 2000 | Francesco Guermani  | Is Molas                                  | ?              |
| 2001 | Gianluca Baruffaldi | Is Molas                                  | ?              |
| 2002 | Alessandro Tadini   | Is Molas                                  | ?              |
| 2003 | Federico Bisazza    | San Domenico                              | ?              |
| 2004 | Gregory Molteni     | Bergamo                                   | ?              |
| 2005 | Marco Crespi        | San Remo                                  | ?              |
| 2006 | Andrea Basciu       | San Remo                                  | ?              |
| 2007 | Marco Crespi        | San Remo                                  | ?              |
| 2008 | Alessandro Tadini   | Margara                                   | ?              |
| 2009 | Francesco Molinari  | Margara                                   | Stefania Croce |
| 2012 | Andrea Zanini       |                                           |                |
| 2013 | Alessio Bruschi po  | San Domenico Golf di Savelletri di Fasano |                |

## Play-off
- 2013: Bruschi versloeg Emanuele Canonica, Massimo Florioli en titelverdediger Andrea Zanini